# Leopoldo Costoli

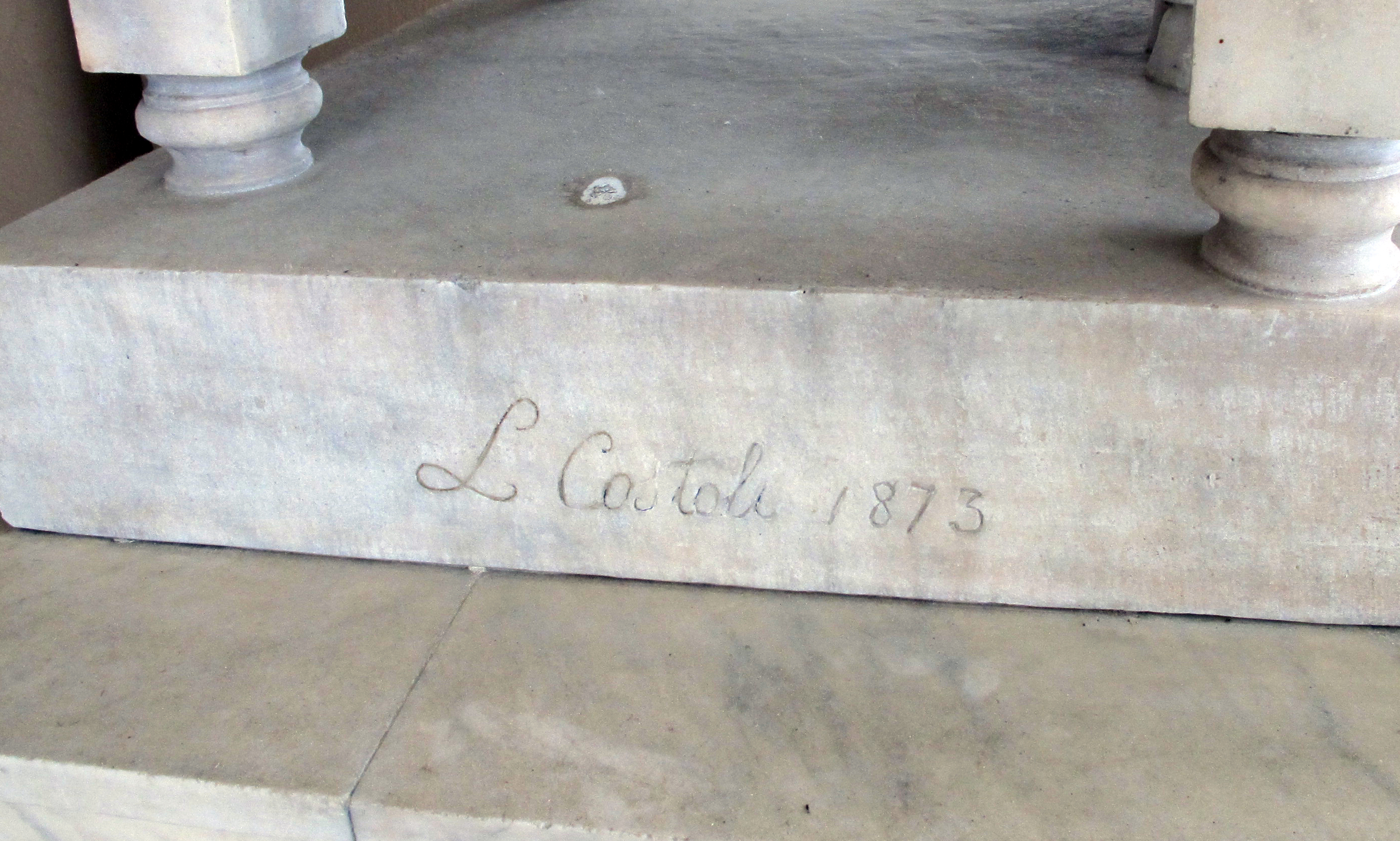
Firma

Leopoldo Costoli (Firenze, 1850 – 1908) è stato uno scultore italiano.

## Biografia
Figlio dello scultore Aristodemo Costoli, fu allievo del padre e divenne anch'egli scultore.